# Николь, Шарль
Шарль Жюль Анри́ Нико́ль (фр. Charles Jules Henry Nicolle; 21 сентября 1866, Руан — 28 февраля 1936, Тунис) — французский бактериолог, лауреат Нобелевской премии по физиологии и медицине в 1928 году за установление того факта, что переносчиком сыпного тифа является платяная вошь.

## Биография
Шарль Николь родился в 1866 году в Руане, где его отец Эжен Николь был врачом в местной больнице. Уже в детстве отец заинтересовал Шарля биологией, и тот по окончании лицея имени Пьера Корнеля в Руане поступил в местную медицинскую школу. После трёх лет учёбы Шарль отправился в Париж, где в больницах работал его старший брат Морис (будущий профессор Пастеровского института). В Париже Шарль учился у Альберта Гомбо на медицинском факультете Сорбонны и у Пьера Поля Ру в Пастеровском университете, в 1893 году защитив докторскую диссертацию по теме «Исследования мягкого шанкра».
После получения степени Николь вернулся в Руан, начав преподавание на местном медицинском факультете. В 1895 году он женился на Алисе Авис, родившей ему в следующие три года двух сыновей — Марселя и Пьера. В 1896 году Николь возглавил лабораторию бактериологии и оставался на этом посту до 1903 года, когда был назначен директором филиала Пастеровского института в Тунисе. Эту должность он занимал до самой смерти в 1936 году. Под его руководством эта организация превратилась во всемирно известный центр бактериологических исследований, где разрабатывались вакцины и сыворотки от наиболее распространённых инфекционных заболеваний. С 1933 года он также являлся профессором Коллеж де Франс.

## Научная работа
На раннем этапе своей научной карьеры Шарль Николь работал над проблемой рака, а во время работы в Руане изучал возможности создания иммунной сыворотки от дифтерии. В 1909 году, работая в Тунисе, он опубликовал исследование, доказывающее, что переносчиком сыпного тифа является платяная вошь. Его работы позволили провести в диагностике чёткую грань между эпидемическим сыпным и эндемическим блошиным тифом, переносчиком которого является крысиная блоха. Исследования Николя в области сыпного тифа легли в основу профилактических мероприятий в периоды Первой и Второй мировой войны. Предположения о переносе сыпного тифа кровососущими насекомыми (позже — именно вшами) высказывались до экспериментов Николя (в частности, в 1878 году Г. Н. Минхом, в 1893 году А. Неттером и Л.-А. Туано и в 1908 году Н. Ф. Гамалеей), но Николь стал первым, кто неоспоримо доказал этот факт.
Николь внёс также существенный вклад в изучение следующих инфекционных заболеваний:
- бруцеллёза (впервые применив вакцинацию от этого заболевания)
- средиземноморской клещевой лихорадки (идентифицировав её переносчика)
- скарлатины (экспериментально вызвав её с помощью стрептококков)
- лейшманиоза (искусственно вырастив в питательной среде культуры Leishmania donovani и Leishmania tropica)
- гриппа и кори (доказав эффективность сыворотки реконвалесцентов для их предотвращения)
- чумы крупного рогатого скота, туберкулёза и трахомы

## Награды и звания
Шарль Николь был членом Парижской медицинской академии, а с 1928 года также членом Французской академии наук. Он трижды (в 1909, 1912 и 1914 годах) удостаивался Монтионовской премии Французской академии, в 1927 году стал лауреатом премии «Осирис» Института Франции, а через год получил Нобелевскую премию в области физиологии и медицины.